# (738) Alagasta
(738) Alagasta – planetoida z pasa głównego asteroid okrążająca Słońce w ciągu 5 lat i 105 dni w średniej odległości 3,03 au. Została odkryta 7 stycznia 1913 roku w Landessternwarte Heidelberg-Königstuhl w Heidelbergu przez Franza Kaisera. Nazwa pochodzi od Alagastesheim – pierwotnej nazwy miasta Gau-Algesheim, skąd pochodziła rodzina odkrywcy. Przed nadaniem nazwy planetoida nosiła oznaczenia tymczasowe (738) 1913 QO.